# Toni Bertorelli
Antonio Bertorelli, dit Toni Bertorelli, ou plus rarement Tonino Bertorelli ou Tony Bertorelli, est un acteur italien né le 9 septembre 1949 à Barge (Piémont) et mort le 26 mai 2017 à Rome.

## Filmographie

### Cinéma
- 1997 : Le Prince de Hombourg : électeur
- 1997 : Mains fortes (Le mani forti) de Franco Bernini
- 2000 : Zora la vampira de Marco et Antonio Manetti
- 2000 : Il partigiano Johnny (it)
- 2000 : La lingua del santo (it)
- 2000 : La Chambre du fils
- 2001 : Zeno (Le parole di mio padre) de Francesca Comencini
- 2001 : Luce dei miei occhi : Mario
- 2002 : Le Sourire de ma mère : Bulla
- 2003 : Ora o mai più (it) : le père de David
- 2004 : L'eretico
- 2004 : La Passion du Christ de Mel Gibson
- 2005 : Romanzo criminale de Michele Placido : la voix
- 2006 : Le Caïman de Nanni Moretti : Indro
- 2006 : Soie de François Girard : Verdun
- 2007 : Il sole nero de Krzysztof Zanussi
- 2015 : Latin Lover de Cristina Comencini
- 2015 : Sangue del mio sangue de Marco Bellocchio : Dr Cavanna

### Télévision
- 2001 : Le Jeune Casanova
- 2005 : Karol, l'homme qui devint Pape
- 2007 : Guerre et Paix : Basile Kouraguine
- 2008 : Pinocchio, un cœur de bois : le renard
- 2008 : Romy Schneider
- 2016 : The Young Pope : cardinal Caltanissetta

## Récompense
- 2002 : Meilleur acteur dans un second rôle du Prix Flaiano pour son rôle dans Le Sourire de ma mère